# Wojciech Gawroński (kompozytor)
Wojciech Gawroński, też Wojciech Rola-Gawroński (ur. 28 marca 1868 w Sejmanach k. Wilna, zm. 5 sierpnia 1910 w Kowanówku k. Poznania)  – polski pianista i kompozytor.

## Życiorys
Do szkół uczęszczał w Wilnie, Symferopolu i Warszawie. Naukę muzyki rozpoczął u ojca. Po raz pierwszy wystąpił z koncertem w 11. roku życia w Symferopolu, grając utwory Chopina. Studiował w Instytucie Muzycznym w Warszawie u Rudolfa Strobla (fortepian), Gustawa Roguskiego (teoria muzyki) i Zygmunta Noskowskiego (kompozycja), dyplom uzyskał w 1891. Ponadto był prywatnym uczniem Adama Münchheimera i przez pewien czas Maurycego Moszkowskiego w Berlinie .
Przeniósłszy się do Kowna, udzielał lekcji muzyki, a następnie przez rok (do czerwca 1894) był dyrygentem orkiestry i chóru katedry w Wilnie. Około roku 1895 przebywał w Wiedniu, gdzie uzupełniał studia pianistyczne u Teodora Leszetyckiego. W końcu 1895 objął dyrekcję utworzonej przez siebie szkoły muzycznej w Orle, gdzie kierował także pracą Towarzystwa Muzycznego. W tym okresie dużo koncertował, szczególnie w Polsce i Rosji. W Warszawie wystąpił z koncertami kompozytorskimi, m.in. w Warszawskim Towarzystwie Muzycznym (1902, 1906), Filharmonii (1903). W 1902 osiadł w Warszawie i zajął się pracą kompozytorską oraz pedagogiczną; równocześnie dojeżdżał do Łodzi, gdzie uczył gry fortepianowej w szkole muzycznej .
Zmarł w Kowanówku, pochowany został w Obornikach koło Poznania .

## Twórczość
Gawroński uważany był za dobrego wykonawcę Bacha i Chopina, chętnie grywał też Schumanna i Liszta. Stanisław Przybyszewski korzystał ze współpracy z nim przygotowując cykl swoich odczytów pt. Chopin i naród w Filharmonii Warszawskiej w 1904. Kompozycje Gawrońskiego na ogół były wydawane u Gebethnera i Wolffa w Warszawie, częściowo nakładem autora. Nieliczne kompozycje ukazały się jako dodatki do czasopism „Echo Muzyczne, Teatralne i Artystyczne” i „Nowości Muzyczne”. Znaczna liczba jego utworów zaginęła lub pozostała w rękopisach. Za życia kompozytora popularność zyskały jego pieśni, miniatury fortepianowe i kwartety smyczkowe. Obecnie jego twórczość posiada tylko znaczenie historyczne .

## Nagrody i wyróżnienia
Za swoje kompozycie otrzymał kilka nagród na konkursach krajowych i zagranicznym: w 1896 I nagrodę na konkursie w Warszawie za pieśń Pamiętaj o mnie op. 1 nr 3, 1898 I nagrodę za Kwartet smyczkowy F-dur op. 16 na międzynarodowym konkursie im. Paderewskiego w Lipsku i pierwsze odznaczenie na konkursie im. ks. Lubomirskiego w Warszawie za Wariacje op. 9 nr 2 na fortepian, a w 1903 na tym samym konkursie dwa pierwsze odznaczenia za utwory na fortepian: Balladę op. 10 nr 1 i Legendę op. 13 nr 2; także 1903 nagrodzono jego Kwartet f-moll op. 17 na konkursie w Moskwie. Gawroński brał również udział w konkursie (1903) na operę według Marii Antoniego Malczewskiego .

## Dyskografia
- 2018: Works for Viola and Piano – Acte Préalable AP0420[3]